# Государство Моислава
Государство Моислава — образование, существовавшее на территории Мазовии. Оно возникло в результате распада Польши, произошедшей после смерти Мешко II. Моислав (иначе Маслав, Мацлав) был представителем польской знати и приближенным Мешко II.
Точная дата создания этого государства (и сопутствующие обстоятельства) неизвестны, но это событие, вероятно, произошло во второй половине 30-х годов XI века, когда Польша ослабла.
Взаимодействуя с соседями (Поморьем, ятвягами, Чехией) государство Моислава в условиях кризиса 1037—1038 года стало формироваться как альтернативный центр.
Вызвав опасения не только у остатков Польши управляемой Казимиром I, но и Киевской Руси. В результате совместного наступления в 1047 году государство Моислава было ликвидировано, а он убит.

## До создания государства
В раннем средневековье территория Мазовия была заселена западнославянским племенем мазовшан.
Мазовия в IX веке была экономически более отсталым регионом чем юг и запад Польши. Поэтому объединительные тенденции были развиты слабже чем у других племен.
Неизвестна точная дата включения Мазовии в состав государства Пястов, но считается что в начале правления Мешко I, она входила. Это указано, например, в документе Dagome iudex, отдававшего Польшу под защиту папства.
В правление Мешко I и Болеслава Храброго произошла христианизация Польши. Активная внешняя политика Болеслава Храброго и Мешко II, развитие феодальных отношений, христианизация привели к кризису. Который начался после смерти Мешко II в 1034 году.
«Великая хроника о Польше, Руси и их соседях» эти события относила к правлению Болеслава Забытого и причиной междоусобицы называла свирепость и преступность этого князя.
Ян Длугош в XV веке выстраивал события по иному. Вначале «бароны и рыцари» воспротивились введению новых налогов и пытались ограничить власть королевы Риксы. Потом они вступили в междоусобицы истребив друг друга «и на их место пришли простые люди рабского звания, ибо гражданские войны придали им дерзости». В результате этих событий от Польши отпали Поморье, Мазовия, а в 1038 году Чехия захватила Силезию.

## История
Моислав (иначе Маслав, Мацлав) был представителем польской знати и приближенным Мешко II. Некоторые исследователи допускают, что он мог быть потомком княжеской семьи, правившей в Мазовии, до подчинения её Пястам или что он был связан родством с Пястами (возможно принадлежа к боковой ветви). Однако эти взгляды не являются общепризнанными. Как и точка зрения Кадлубека, что Моислав происходил из низкого рода.
В условиях, когда вдова Мешко II Рикса и его сын Казимир покинули Польшу, а страну охватили междоусобицы и восстания Мазовия под управлением Моислава была областью спокойствия. Регион не затронули антихристианские и антифеодальные мятежи. Поэтому туда стремились беглецы со всей Польши. По словам Галла Анонима «Мазовия в это время была настолько многолюдна от ранее бежавших туда поляков, что полей не хватало для земледельцев, пастбищ — для скота и сел — для жителей».
В 1039 году Казимир I  благодаря помощи императора вернулся в Польшу.
Для сохранения своего государства Моислав вёл активную внешнюю политику. Он вступил в союз с Поморьем, ятвягами, литвой. Некоторые авторы считают, что балтские народы сменили русский сюзеренитет, на мазовецкий.
В связи с тем что Моислав активно контактировал с балтами, ряд авторов утверждали, что в государстве Моислава произошло возвращение к дохристианской религии. Другие (например В.Королюк) писали, что Мазовия не была затронута ни антихристианским восстанием, ни прочими беспорядками. Более того в эту область от восставших бежали «попы» и «бояре»
И хотя польское государство Казимира I было слабее (в него входили лишь разорённые восстанием Малая Польша и Великая Польша) государства Моислава Пяст не отказывался от планов вернуть земли принадлежавшие отцу и деду
Балто-мазовецкие отношения беспокоили и Рюриковичей. Это привело к тому, что Казимира I и Ярослав I заключили военный союз скреплённый двойным браком.
После нескольких походов Моислав был убит, разорённая в ходе войн Мазовия захвачена Казимиром I и вновь стала областью королевства Польского.
Часть подданных Моислава были захвачены русскими и поселены в Древнерусском государстве.

## Комментарии
1. ↑  Ипатьевская летопись датировала это 6555 (1047) годом[1]; Длугош помещал это событие под 1043 годом[2]; Большая советская энциклопедия в 1938 году указывала 1046 год[3]; современные авторы указывают 1047[4]
2. ↑  По другой версии это произошло в конце 1038 года[14], по мнению  Б. Влодарского лишь в 1041 году[15]
3. ↑  Историки спорят об их количестве и датах